# Les Collades (Fontsagrada)
Les Collades és una collada situada a 1.143,2 metres d'altitud en el lloc on es troben els termes municipals de Gavet de la Conca (antic terme de Sant Serni) i Tremp (antic terme de Vilamitjana), al Pallars Jussà.
Hi discorre actualment la carretera local LV-9123, i, antigament, el camí de Fontsagrada a Vilamitjana. Està situat entre lo Tossal (oest) i el Serrat de l'Aspre (est).